# Thrypticus singularis
Thrypticus singularis är en tvåvingeart som beskrevs av Aldrich 1896. Thrypticus singularis ingår i släktet Thrypticus och familjen styltflugor. Inga underarter finns listade i Catalogue of Life.